# Taizhou Yuanda
El Taizhou Yuanda (en chino simplificado, 泰州远大足球俱乐部) fue un equipo de fútbol de China. Fue disuelto en el 2020.

## Historia
Fue fundado el 22 de enero de 2017 en la ciudad de Taizhou de la provincia de Jiangsu como parte de la Liga China de Campeones, la cuarta división nacional en la temporada 2018.
En ese año salió campeón de la cuarta categoría y logra el ascenso a la Segunda Liga China, logrando un tercer lugar en su primera temporada y logra el ascenso a la Primera Liga China para la temporada 2020 por la expansión de equipos de la segunda división de 16 a 18.
Desapareció en el 2020.

## Palmarés
- Liga China de Campeones: 1

2018